# Хто повернеться — долюбить
«Хто повернеться — долюбить» (рос. «Кто вернётся — долюбит») — український радянський художній фільм 1966 року режисера і сценариста Леоніда Осики. Виробництво кіностудії імені Олександра Довженка.
Молодий солдат-поет отримує поранення, намагаючись врятувати пораненого командира. Опинившись в німецькому тилу, він проходить довгий шлях випробувань, перш ніж вступить в партизанський загін.
Війна показана в фільмі не стільки з боку подвигу і героїзму, скільки як аналіз зламів долі поетичної особистості, як жорстокість, що спотворює життя і душі людей.
Прем'єрний показ відбувся 11 березня 1968 року.

## Сюжет
Фільм відкривається сценою сучасності (на момент виходу фільму), спогадами жінок про німецько-радянську війну, як вони прощалися зі своїми синами, що вирушали на фронт.
Влітку 1941 року молодий хлопець, поет, іде на війну. Взимку, на замерзлому пляжі, він прикриває відступ товаришів та вплав перебирається разом з пораненим командиром і ще одним солдатом через річку. Через наближення ворожого літака його товариш покидає командира, але сам скоро гине. Поет знаходить прихисток в селі, у молодої вдови Ярини, чоловік якої загинув на війні.
Німецький солдат заходить до хати, Ярина вдає, що поет її чоловік, і зніяковілий солдат іде геть. Селяни сподіваються вижити, продаючи все, що мають вдома — від одягу до вцілілих якось ікон. Серед скрути поет закохується в Ярину та знову починає складати вірші, подумки декламуючи їх на покинутій сцені.
Навесні німці заходять в село, щоб пограбувати та вбити тамтешніх циган. Ярина, маючи циганські риси, опиняється під загрозою. Німці хочуть розстріляти й поета, Ярина заступається за нього, але той відмовляється жити, знаючи, що Ярину розстріляють. Проте німці вірять їй та проганяють поета.
Він переховується в покинутій церкві, де зустрічає свого вцілілого товариша, котрий покинув командира напризволяще. Той зізнається, що він також поет, тонко відчуває чужий біль, тому не здатний вбивати. Поет вступає з ним у полеміку, доводячи, що належить і боротись, що замкнутися в собі — все одно, що бути мертвим. Товариш погоджується, що тоді він мертвий, і лишається в церкві на самоті.
Поет знаходить партизанів, яких надихає своїм віршем «Кто вернётся — долюбит» (декламує його російською мовою). В ньому він закликає не давати зараз сумові завадити перемозі. Партизани мінують колію, якою їхав німецький потяг з провіантом. Але в останню мить розвідник повідомляє, що це потяг з полоненими. Ризикуючи життям, один з партизанів зупиняє потяг і попереджає про вибухівку на колії. Тоді решта партизанів розстрілюють німців здалеку. Поет відкриває вагон і виявляє, що там український чорнозем, який везли у Німеччину. Врятований ґрунт обсипається на поета, єднаючи його з рідною землею.
Завершується фільм краєвидом меморіалу з незліченними могилами полеглих солдатів.

## У ролях
- Борис Хмельницький —  солдат і поет
- А. Веременко —  мати поета-солдата
- Лілія Гурова —  вдова Ярина
- Е. Дімітріу —  циганка
- Антоніна Лефтій —  Тоня
- Володимир Волков —  командир партизанського загону
- Валерій Бессараб —  партизан
- Борислав Брондуков —  партизан
- Герман Качин —  партизан
- Юрій Дубровін —  солдат
- Олексій Сафонов —  німецький офіцер
- Ігор Ясулович

## Творча група
- Автор сценарію: Леонід Осика
- Режисер: Леонід Осика
- Оператор: Михайло Бєліков
- Композитор: Володимир Губа

## Оцінки
Режисер Леонід Осика зняв свою філософсько-символічну кінострічку в епоху культу поетичного слова, який збирав тоді цілі стадіони шанувальників поезії. У фільмі звучать вірші поетів-фронтовиків Володимира Булаєнко і Семена Гудзенко.
Сергій Параджанов, майстер поетичного кіно, після перегляду фільму написав на стіні своєї кухні: «Осика — геніальний режисер!».